# Gert Kotzé
Gert Jeremias Kotze (1929-2010) est un homme politique sud-africain, membre du parti national, membre de la chambre de l'assemblée du parlement sud-africain pour la circonscription de Malmesbury (1974-1994), ministre de l'Environnement et de l'Eau (1987-1990) dans le gouvernement PW Botha puis dans celui de Frederik de Klerk et ministre des affaires forestières (1990-1991).

## Biographie
Agriculteur et éleveur de la région de viticole de Riebeek-Kasteel (province du Cap), Gert Kotzé entre au parlement en 1974. Il exerce ses premières fonctions gouvernementales en tant que ministre adjoint à l'économie agricole dans le gouvernement de Pieter Botha puis est promu le 31 mai 1987 au poste de ministre de l'environnement et de l'eau, poste qu'il conserve dans le gouvernement de Frederik de Klerk jusqu'au 12 novembre 1990 date à laquelle il devient ministre des affaires de l'eau et des forêts.
Il quitte le gouvernement en septembre 1991 puis la politique en 1994 pour se consacrer à sa ferme.
Il meurt âgé de 81 ans en juillet 2010.